# باتريس ماير
باتريس ماير (بالفرنسية: Patrice Meyer)‏ هو عازف قيثارة جاز فرنسي، ولد في 18 ديسمبر 1957 في ستراسبورغ في فرنسا.

## روابط خارجية
- باتريس ماير على موقع ميوزك برينز (الإنجليزية)
- باتريس ماير على موقع أول ميوزيك (الإنجليزية)
- باتريس ماير على موقع ديسكوغز (الإنجليزية)